# فرودگاه ناندد
فرودگاه ناندد (به انگلیسی: Nanded Airport) (به زبان بومی: नांदेड ऐर्पोर्त) یک فرودگاه همگانی با کد یاتا NDC است که یک باند فرود بتن و آسفالت دارد و طول باند آن ۲۳۰۰ متر است. این فرودگاه در شهر ناندید کشور هند قرار دارد و در ارتفاع ۳۷۳٫۹۹۵ متری از سطح دریا واقع شده‌است.